# Jungiella stranzica
Jungiella stranzica is een muggensoort uit de familie van de motmuggen (Psychodidae). De wetenschappelijke naam van de soort is voor het eerst geldig gepubliceerd in 1988 door Wagner & Joost.